# Friedrich Bayer (général)
Pour les articles homonymes, voir Friedrich Bayer et Bayer.
Pour les articles homonymes, voir Friedrich Bayer.
Friedrich Bayer (1er novembre 1887 à Krotoschin - 5 août 1953 dans le camp de prisonniers de guerre de Voikovo) est un Generalleutnant allemand qui a servi au sein de la Heer dans la Wehrmacht pendant la Seconde Guerre mondiale.

## Biographie
Friedrich Bayer est capturé par les troupes soviétiques le 11 septembre 1944. Il décède dans le camp de prisonniers de guerre de Voikovo le 5 août 1953.

## Promotions
| Fähnrich               | 28 février 1907   |
| Leutnant               | 27 janvier 1908   |
| Oberleutnant           | 8 novembre 1914   |
| Hauptmann              | 18 décembre 1915  |
| Charakter als Major    | 28 août 1919      |
| Polizei-Hauptmann      | 28 août 1919      |
| Polizei-Major          | 13 juillet 1921   |
| Polizei-Oberstleutnant | 1er avril 1933    |
| Polizei-Oberst         | 20 avril 1934     |
| Oberst                 | 16 mars 1936      |
| Generalmajor           | 1er octobre 1938  |
| Generalleutnant        | 14 septembre 1940 |